# Sinosenecio
Sinosenecio är ett släkte av korgblommiga växter. Sinosenecio ingår i familjen korgblommiga växter.

## Dottertaxa tillSinosenecio, i alfabetisk ordning[1]
- Sinosenecio bodinieri
- Sinosenecio chienii
- Sinosenecio cortusifolius
- Sinosenecio cyclaminifolius
- Sinosenecio dryas
- Sinosenecio eriopodus
- Sinosenecio euosmus
- Sinosenecio fangianus
- Sinosenecio fanjingshanicus
- Sinosenecio globiger
- Sinosenecio guangxiensis
- Sinosenecio guizhouensis
- Sinosenecio hainanensis
- Sinosenecio hederifolius
- Sinosenecio homogyniphyllus
- Sinosenecio hunanensis
- Sinosenecio jiuhuashanicus
- Sinosenecio latouchei
- Sinosenecio leiboensis
- Sinosenecio ligularioides
- Sinosenecio oldhamianus
- Sinosenecio palmatilobus
- Sinosenecio palmatisectus
- Sinosenecio phalacrocarpoides
- Sinosenecio phalacrocarpus
- Sinosenecio rotundifolius
- Sinosenecio saxatilis
- Sinosenecio septilobus
- Sinosenecio subcoriaceus
- Sinosenecio subrosulatus
- Sinosenecio sungpanensis
- Sinosenecio trinervius
- Sinosenecio villifer
- Sinosenecio wuyiensis